# Conringia austriaca
Conringia austriaca — вид квіткових рослин родини капустяних (Brassicaceae).

## Біоморфологічна характеристика
Це однорічна рослина 10–100 см заввишки. Стебло пряме, рідко слабо розгалужене. Приземні листки на коротких ніжках, обернено-яйцюваті, суцільнокраї. Суцвіття — нещільна волоть, під час цвітіння периста, під час плодоношення подовжена. Чашечка 5–6 мм, віночок 6–8 мм, лимонно-жовтий. Стручки прямі, 6–8 см завдовжки, 8-кутні.

## Поширення
Росте у Європі й Західній Азії: Австрія, Болгарія, Чехія, Словаччина, Угорщина, Іран, Італія, Північний Кавказ, Румунія, Південний Кавказ, Туреччина (у т. ч. європейській), Хорватія, Македонія, Чорногорія, Сербія, Крим (судацько-феодосійський район).